# عبد الكريم الناعم
عبد الكريم إبراهيم الناعم (1935) شاعر وناقد أدبي سوري. ولد في قرية حربنفسه من محافظة حماة. تعلّم في الكتّاب، ثم درس في حمص حتى حصل على أهليّة التعليم الابتدائي. عمل في التدريس، ثم في الإعلام والصحافة والإذاعة. شغل كأمين سر في فرع اتحاد الكتاب العرب في حمص لعدة سنوات، له دواوين شعرية عديدة.

## سيرته
ولد عبد الكريم إبراهيم الناعم في قرية حربنفسه من محافظة حماة سنة 1354 هـ/ 1935 م. تعلم في الكتّاب القراءة والكتابة ثم سكن أهله مدينة حمص في عام 1949.أرسل في الثانية عشرة إلى المدرسة في حمص، وتوقف عن المتابعة دراسته لأسباب مالية. حصل على الشهادة الإعدادية في 1961، ثم الثانوية 1962، وأهلية التعليم. 

عمل مدرّسًا في منبج عام 1955، وتدرج في عدة وظائف كما اشتغل في الصحافة والإذاعة. كان عضواً في جمعية الشعر ضمن اتحاد الكتاب العرب
وشغل كأمين سر في فرع اتحاد الكتاب العرب في حمص لعدة سنوات، شارك في العديد من المهرجانات الأدبية والثقافية داخل وخارج سوريا. كرّمته فرع اتحاد الكتاب العرب في حمص في 21 أكتوبر 2017.

## مهنته الأدبية
في الصحافة، كتب في الزاوية الصحفية، وفي المقالات السياسية والفكرية، وفي الزوايا الاجتماعية، إضافة إلى مقالات أدبية متعددة وخاصة في نقد الشعر، كما كتب في الفلكلور الشعبي، فله اهتمام خاص بما يتعلق بقضايا الفلكلور، وخاصة فلكلور الريف.

## مؤلفاته
من دواوينه الشعرية:
- زهرة النار، 1965
- من ذاكرة النهر
- حصاد الشمس، 1972
- الكتابة على جذوع الشجر القاسي، 1974
- الرحيل والصوت البدوي، 1975
- عينا حبيبتي والاغتراب، 1976
- تنويعات على وتر الجرح، 1979
- عنود، 1981
- دارة، 1982
- احتراق عباد الشمس، 1984
- أقواس، 1986
- من مقام النوى، 1988
- أمير الخراب، 1992
- من سكر الطين، 1995[9]
- عراق، 2011

وله في الدراسات الأدبية:
- في أقانيم الشعر، 1991
- كسوفات، قراءة لعشر مجموعات شعرية لعشر شعراء مختلفي الانتماءات،1993